# Провищки мост
Провищкият мост (на гръцки: Γεφύρι της Παλαιοκώμης) е стар каменен мост в Егейска Македония, Гърция, край серското село Провища (Палеокоми).
Мостът се намира в старото село, на юг от Провища, на около 350 метра от последните къщи, зад църквата „Успение Богородично“, ниско в коритото на потока и до голямата бетонна цистерна. До изместването на селото на север е използван ежедневно.
Мостът, който е едносводест, е имал два реда камъни, но вторият декоративен ред е напълно унищожен заедно с настилката му, като малка част от свода му също е паднала в единия край на долната страна. Петдесетина метра по-високо, пред черния път, има останки от постаментите на друг мост.